# Pianosonates van Mosolov
Aleksandr Mosolov componeerde tijdens zijn leven vijf sonates voor piano. De sonates werden binnen een kort tijdsbestek op papier gezet.

## Sonate nr. 1
De sonate nr. 1 laat een ontwikkeling zien van zijn eigen stijl ten opzichte die van zijn leraren Reinhold Glière en Nikolaj Mjaskovski. De sonate bestaat uit slechts één deel: Lento lugubre a sostenuto.

## Sonate nr. 2
De sonate nr. 2 geeft qua indeling een meer traditioneler beeld, de muziek gaat steeds meer de kant van het futurisme op. De sonate heeft drie delen:
1. Andante non troppo
2. Adagio Expressivo – sostenuto e severo
3. Final: Allegro tumultuoso, infernale.

## Sonate nr. 3
De pianosonate nr. 3 opus 8, gecomponeerd in 1927 is verloren gegaan.

## Sonate nr. 4
De pianosonate nr. 4 laat keer op keer stemmingswisselingen horen; de partituur staat vol met precieze aanduidingen hoe gespeeld moet worden. Het is in wezen een laat-romantisch werk, maar klinkt vijandig en expressief. Het tempo varieert van presto tot lento en alles in slechts één deel. Mosolov gaf zelf de première in 1927.

## Sonate nr. 5
De pianosonate nr. 5 is een voortzetting van pianosonate nr. 4. Stemmingen wisselen elkaar af. Mosolov paste hier meer verschillende pianotechnieken toe; arpeggiogelijkende loopjes wisselen beukende akkoorden af. Met name in deel (3) moet de pianist zich tijdens de technische loopjes enorm inhouden, terwijl een moment later hij op de toetsen moet inbeuken, nog geen fractie later moet alles weer licht en helder zijn. Deel (4) sluit het werk af met een passage waarboven: “il piú forte che possible” (zo forte mogelijk). De delen zijn:
1. Lento grave- Allegro affanato
2. Elegia - lento
3. Scherzo marciale; presto con fuoco
4. Adagio languente e patetico; lento.

## Discografie
Van met name de sonate nr. 5 zijn een aantal opnamen beschikbaar:
- Uitgave Arte Nova: pianist: Daniele Lombardi met ook pianosonate nr, 4; Turkmeense Nachten;
- Uitgave Dante: pianist Geoffrey Douglas Magde; alle beschikbare sonates;
- Uitgave ECM Records; pianist Herbert Henck, ook met pianosonate nr. 2; twee Nocturnen